# Alexandro Álvarez
Alexandro „Mostro” Álvarez Olivares (ur. 26 stycznia 1977 w mieście Meksyk) – meksykański piłkarz występujący na pozycji bramkarza.

## Kariera klubowa
Álvarez urodził się w stołecznym mieście Meksyk i jest wychowankiem tamtejszego zespołu Necaxa. Do seniorskiej drużyny został włączony w wieku 22 lat przez szkoleniowca Raúla Ariasa. W meksykańskiej Primera División zadebiutował 21 sierpnia 1999 w wygranym 3:1 spotkaniu z Santos Laguną. Miejsce w wyjściowej jedenastce wywalczył sobie jednak dopiero rok później, po odejściu z klubu Hugo Pinedy. Pozycię pierwszego golkipera utrzymał do sezonu Verano 2002, kiedy to Necaxa osiągnęła tytuł wicemistrza Meksyku, a w decydujących o tym sukcesie meczach bronił legendarny bramkarz klubu, Nicolás Navarro.
Latem 2002 Álvarez przeszedł do drużyny Club Celaya, jednak pozostawał tylko rezerwowym dla Rogelio Rodrígueza. Z tym samym bramkarzem rywalizował o miejsce w swoim następnym zespole, Colibríes de Morelos, gdzie występował w wiosennym sezonie Clausura 2003. W późniejszym czasie reprezentował barwy Santos Laguny i Veracruz, będąc w tych klubach alternatywą odpowiednio dla Cristiana Lucchettiego i Jorge Bernala.
W rozgrywkach 2005/2006 Álvarez pozostawał bez klubu. W letnim okienku transferowym 2006 podpisał umowę ze swoim macierzystą drużyną, Necaxą. W zespole z siedzibą w mieście Aguascalientes grał ze zmiennym szczęściem przez kolejne półtora roku. W rozgrywkach 2008 razem z innymi Meksykanami – Miguelem Ostersenem, Adriánem Cortésem i Erickiem Marínem – reprezentował barwy peruwiańskiego klubu Coronel Bolognesi z siedzibą w mieście Tacna, jednak nie osiągnął w nim żadnych sukcesów.
Wiosną 2009 Álvarez powrócił do ojczyzny, zostając zawodnikiem Puebla FC.
| Sezon     | Klub                        | Kraj   | Rozgrywki        | Mecze | Bramki |
| --------- | --------------------------- | ------ | ---------------- | ----- | ------ |
| 1999/2000 | Club Necaxa                 | Meksyk | Primera División | 4     | 0      |
| 2000/2001 | Club Necaxa                 | Meksyk | Primera División | 36    | 0      |
| 2001/2002 | Club Necaxa                 | Meksyk | Primera División | 21    | 0      |
| 2002/2003 | Club Celaya                 | Meksyk | Primera División | 2     | 0      |
| 2002/2003 | Colibríes de Morelos        | Meksyk | Primera División | 11    | 0      |
| 2003/2004 | Club Santos Laguna          | Meksyk | Primera División | 10    | 0      |
| 2004/2005 | Tiburones Rojos de Veracruz | Meksyk | Primera División | 0     | 0      |
| 2006/2007 | Club Necaxa                 | Meksyk | Primera División | 13    | 0      |
| 2007/2008 | Club Necaxa                 | Meksyk | Primera División | 2     | 0      |
| 2008      | Coronel Bolognesi           | Peru   | Primera División | 6     | 0      |
| 2008/2009 | Puebla FC                   | Meksyk | Primera División | 1     | 0      |
| 2009/2010 | Puebla FC                   | Meksyk | Primera División | 9     | 0      |
| 2010/2011 | Puebla FC                   | Meksyk | Primera División | 33    | 0      |
| 2011/2012 | Puebla FC                   | Meksyk | Primera División |       |        |

## Kariera reprezentacyjna
W 1997 roku Álvarez został powołany przez trenera José Luisa Reala do reprezentacji Meksyku U–20 na Młodzieżowe Mistrzostwa Świata w Malezji. Na turnieju tym Meksykanie odpadli w 1/8 finału, natomiast Álvarez zanotował cztery występy, będąc podstawowym graczem kadry narodowej.